# Мишуренко, Александр Герасимович
Александр Герасимович Мишуренко (16 [29] июня 1908, Новосёловка, Херсонская губерния — 10 декабря 1986, Ташкент) — советский учёный в области виноградарства, доктор сельскохозяйственных наук с 1962 года, профессор с 1965 года.

## Биография
Родился 3 (16) июня 1908 года в селе Ефремовцы. В 1922 году окончил 3-классную сельскую школу, затем Ананьевскую профтехшколу. Работал рабочим-смазчиком на мельнице.
В 1926 году переехал в Одессу, работал рабочим на полях орошения и одновременно готовился к поступлению в институт. В 1930 году окончил Одесский сельскохозяйственный институт, получив специальность агронома-организатора. С тех пор работал в Украинском научно-исследовательском институте виноградарства и виноделия:
- в 1936—1954 — заведующий отделом физиологии;
- в 1944—1951, 1955—1972 годах — заместитель директора по научной работе;
- в 1954—1955 — заведующий отделом виноградарства;
- в 1966—1972 — заведующий отделом питомниководства[2].

С началом Великой Отечественной войны в 1941 г. А. Г. Мишуренко принимает участие в обороне Одессы в составе войск МПВО, затем в последние дни обороны вместе с войсковыми частями эвакуируется в Крым и далее на Северный Кавказ.
С 1972 года профессор кафедры виноградарства Одесского филиала Института повышения квалификации руководящих работников и специалистов Министерства пищевой промышленности УССР.
Умер в Ташкенте 10 декабря 1986 года. Похоронен в Одессе.

## Научная деятельность
Учёным разработана система организации и агротехнических мероприятий по выращиванию виноградного посадочного материала, принятая для широкого внедрения в производство. Основные научные исследования связаны с вопросами прививки лозы, культуры маточников подвойных лоз, поведения подвойных лоз, их адаптации и афинитета с разными сортами привоев, стратификации и закалки виноградных прививок, отбора черенков привоя и подвоя, посадки и ухода за прививками в школке. Автор более 130 научных работ. Среди трудов:
- Новый температурный режим стратификации прививок.- Виноделие и виноградарство СССР, 1952, № 2;
- Предпрививочная стратификация черенков подвоя.- Виноделие и виноградарство СССР, 1953, № 3;
- Выращивание привитых саженцев винограда в Украинской ССР.- Киев, 1962;
- Клоновая селекция и выращивание элитного посадочного материала.- Виноделие и виноградарство СССР, 1971, № 3 (в соавторстве);
- Виноградный питомник.- 3-е изд.- Москва, 1977.